# Ижевска државна медицинска академија
Ижевска државна медицинска академија (ИДМА; пуни назив Федерална државна буџетска образовна установа високог образовања „Ижевска државна медицинска академија“ Министарства здравља Руске Федерације; скраћени назив ФГБОУ ХЕ ИГМА Министарства здравља Русије) је високообразовна медицинска установа у граду Ижевску, Република Удмуртија. 
Ижевска државна медицинска академија започела је своје образовне активности 1933. године  као Ижевски државни медицински институт (ру. Ижевский государственный медицинский институт), који је у то време укључивао само један факултет - медицински.  Након Другог светског рата институт је почео са активним развојем, отворени су нови одсеци и факултети, створене су научне лабораторије, рачунарски центар, учионице су опремљене образовном и лабораторијском опремом, техничким средствима. Институт је добио статус академије 1995. године и данас је она једна од водећих високомедицинских образовних институција у региону.

## Историја

### Оснивање Ижевског медицинског института
Када је избила епидемијом антракса и колере након разорног Руског грађанског рата на територији Удмуртске аутономне области, избило је у први план акутно питање обуке висококвалификованог медицинског особља.  Убрзо је следио Декрет  Савета народних комесара РСФСР од 15. априла 1933. године број 341 којим је одлучено да се оснује медицински институт у граду Ижевску, чији један од оснивача   био је познати совјетски медицинских научника Василиј Николајевич Парин.
У августу 1933. године у прву годину Ижевског медицинског института уписан је 171 студент . У почетку, институт се састојао од једног - медицинског - факултета, у оквиру којег су функционисала четири одсека: 
- нормална анатомија,

- општа хемија,

- физика,

- биологија.

Током наредних пет година значајно се проширила делатност института: организовано је више од два десетина одељења, које је опремио наставним средствима 2. Московски медицински институт 
Године 1938. одржана је промоција и подела првих диплома  за 109 лекара, од којих је већина послата на рад у медицинске установе у Удмуртији .  
Током година Великог отаџбинског рата, институт је отшколовао  762 лекара који су у овом периоду послати је у војску и позадинске болнице. Институт је 1943. године добио захвалност Врховног команданта Совјетске армије генералисимуса Стаљина за несебичан рад и активну помоћ .
У послератним годинама институт је наставио свој развој: 1975. године отворен је педијатријски факултет, а 1980. године стоматолошки факултет. У образовном процесу почела су да се активно користе техничка средства, побољшано је обезбеђење лабораторијске опреме, снимљени су образовни филмови.
Почетком 1980-их година створен је рачунарски центар и почело је увођење рачунарске технологије у педагошки процес.

### Преименовање Института у Академију
Током 1995. године, на основу наредбе Државног комитета за високо образовање Русије од 23. јуна 1995. бр. 953 и наредбе Министарства здравља и медицинске индустрије Руске Федерације од 20. јула 1995. Ижевски државни медицински институт је добио статус академије и преименован је у Ижевску државну медицинску академију.

## Ректори
- 1933-1937 - Гавриил Григоријевич Стерхов,
- 1937-1940 - Самуил Рувимович Гехман,
- 1940-1944 - Николај Федорович Рупасов,
- 1944-1948 - Иван Иванович Коситсин,
- 1948-1952 - Семјон Иванович Ворончихин,
- 1952-1955 - Иља Васиљевич Ољуњин,
- 1955-1961 - Николај Федорович Рупасов,
- 1961-1968 - Арсениј Михајлович Загребин,
- 1968-1975 - Иван Петрович Мокеров,
- 1975-1987 - Георгиј Ефимович Данилов,
- 1987-1993 - Вениамин Арсениевицх Ситников,
- 1993-2018 - Николај Сергејевич Стрелков,
- 2019 –  Алексеј Евгенијевич Шкљајев.

## Образовне активности
Од 2020. године у образовном процесу ИДМА учествује 5 факултета:
- Медицински факултет;
- Педијатријски факултет;
- Стоматолошки факултет;
- Центар за предуниверзитетско и додатно образовање;
- факултет за усавршавање и стручну преквалификацију.

Обука специјалиста се врши у следећим специјалностима:
- Општа медицина
- Педијатрија
- Стоматологија

Последипломско стручно усавршавање се изводи у оквиру 22 специјалности приправничког стажа, 28 специјализација и 19 постдипломских специјалности. 
Спроводи се и усавршавање и стручна преквалификација запослених и специјалиста, а кандидати се припремају за упис на универзитет.
Академија учествује у заједничкој обуци специјалиста са Ижевским државним техничким универзитетом за специјалност „Физичке методе и инструменти медицинске интроскопије“ и са Удмуртским државним универзитетом у специјалности „Медицинска биотехнологија“.
Клиничке базе ИДМА су водеће медицинске установе Удмуртске Републике и града Ижевска: I Републичка клиничка болница, Републички клиничко-дијагностички центар, градске клиничке болнице бр. 1, 2, 6, 9 и друге. Поседовање савремене медицинске и дијагностичке опреме и употреба најновијих технологија омогућавају извођење практичне наставе са студентима Академије на високом научном и практичном нивоу.
Академија  је од свог оснивања имала традиционално  дубоко схватање да успешно решавање задатака припреме висококвалификованих медицинских кадрова зависи од:
- нивоа организације и формулисања образовно-методичког рада,

- ефикасности облика и метода наставе,

- методичког нивоа стручног усавршавања,

- педагошких процеса,

- вешто комбиновање моралног и професионалног образовања будућих специјалиста.

### Остале активности
ИДМА сарађује са Ижевским државним техничким универзитетом и Удмуртским државним универзитетом, са којима се медицинско особље обучава у низу специјалности. 
Универзитет има вишепрофилни центар за акредитацију и симулацију, виваријум, образовну и експерименталну лабораторију. 
Академија поседује обимну клиничку базу, која укључује медицински центар ИДМА-Доктор, стоматолошку клинику, водеће медицинске установе Републике Удмурт.

### Ваннаставне активности
Академија је основала и њој успешно ради:
- синдикат студената,
- савет ученика,

- научно друштво младих научника и студената.

Студенти годишње учествују на сверуским специјализованим олимпијадама, научним и практичним конференцијама, такмичењима научних и креативних радова. 
ИДМА је организовала рад студентских група у разним областима деловања, медија центар, и војно-патриотски клуб „Медик Отечества“.

### Издања
Медицинска академија у Ижевску од 2008. године издаје научни и практични часопис на руском и енглеском језику „Здравље, демографија, екологија угрофинских народа“.